# Popp (Familienname)
Popp ist ein deutscher Familienname.

## Namensträger

### A
- Adelheid Popp (1869–1939), österreichische Frauenrechtlerin und Sozialistin
- Albert Popp (1904–1978), Standartenführer des Nationalsozialistischen Fliegerkorps
- Alexander Popp (Architekt) (1891–1947), österreichischer Architekt
- Alexander Popp (Tennisspieler) (* 1976), deutscher Tennisspieler
- Alexander Popp (Eishockeyspieler) (* 1987), deutscher Eishockeyspieler
- Alexander Popp (Umweltwissenschaftler), deutscher Umweltwissenschaftler aus dem Bereich der Landsystemnutzung
- Alexandra Popp (* 1991), deutsche Fußballspielerin
- Alfred Popp (Fußballspieler) (1920–2005), deutscher Fußballspieler und -trainer
- Alfred Popp (Jurist), kanadischer Jurist
- André Popp (1924–2014), französischer Komponist
- Andreas Popp (Politiker) (1919–2009), deutscher Richter, Politiker und Landrat
- Andreas Popp (Jurist) (* 1973), deutscher Jurist und Hochschullehrer
- Andreas Popp (Eishockeyspieler) (* 1977), deutscher Eishockeyspieler und -trainer
- Anny E. Popp (1891–nach 1936), österreichische Kunsthistorikerin
- Antonín Popp (1850–1915), tschechischer Bildhauer
- August Heinrich Popp (1790–1868), deutscher Verlagskunsthändler und Druckereigründer
- Augustin Popp (1873–1943), österreichischer Geistlicher und Schriftsteller, siehe Heinrich Suso Waldeck

### B
- Barbara Popp (Malerin) (1802–1870), deutsche Malerin und Lithografin
- Barbara Popp-Schmidt (1890–1978), deutsche Malerin
- Bastian Popp (Wirtschaftswissenschaftler) (* 1978), deutscher Wirtschaftswissenschaftler und Hochschullehrer
- Bernard Ferdinand Popp (1917–2014), US-amerikanischer Weihbischof
- Bernhard Popp (* 1961), deutscher Architekt
- Bettina Popp (* 1957), deutsche Sprinterin

### C
- Caroline Popp (1808–1891), belgische Journalistin
- Christian von Popp (1891–1964), deutscher Architekt, Ehrenbürger der Stadt Bayreuth
- Christian Popp (* 1971), deutscher Historiker
- Chrono Popp (1954–2020), österreichischer Sänger, Komponist, Gitarrist und Musikproduzent

### D
- Dieter Popp (1938–2020), deutscher Spion
- Dietmar Popp (* 1963), deutscher Kunsthistoriker
- Dominik Popp (* 1995), österreichischer Fußballspieler

### E
- Edgar Popp (1920–2015), deutschstämmiger kroatischer evangelisch-lutherischer Pfarrer
- Eduard Popp (* 1991), deutscher Ringer
- Emil Popp (1897–1955), deutscher Politiker (NSDAP)
- Ernst Popp (1819–1883), deutscher Bildhauer
- Eva-Maria Popp (* 1958), deutsche Autorin, Kolumnistin, Vortragsrednerin und Dozentin

### F
- Frank Popp (Bildhauer) (1941–2020), deutscher Bildhauer und Hochschullehrer
- Frank Popp (* 1973), deutscher Musiker, siehe Frank Popp Ensemble
- Franz Popp (Jurist) (1865–1934), deutscher Jurist und Landrat
- Franz Popp (Politiker) (1891–1981), österreichischer Politiker (SPÖ)
- Franz Popp (Autor), deutscher Autor
- Franz Popp (Polizist) (* 1963), österreichischer Generalmajor der Polizei
- Franz Josef Popp (1886–1954), österreichischer Ingenieur
- Friedrich Popp (1905–1998), deutscher Bildhauer
- Fritz Popp (Polizeibeamter) (1882–1955), deutscher Jurist, Polizeibeamter und SS-Führer
- Fritz Popp, Pseudonym von Friedrich Popper (1898–1981), österreichischer Volkswirtschaftler und Schriftsteller
- Fritz Popp (Fußballspieler) (* 1940), deutscher Fußballspieler
- Fritz Popp (Schriftsteller) (* 1957), österreichischer Schriftsteller
- Fritz-Albert Popp (1938–2018), deutscher Biophysiker

### G
- Georg Popp (1861–1943), deutscher Forensischer Chemiker
- Georg Popp (Verleger) (1928–2004), deutscher Verleger; Gründer des Arena Verlags, Würzburg
- Gerhard Popp, österreichischer Sektionsleiter
- Günther Popp (1921–2016), deutscher Zahnmediziner und Generalarzt a. D.

### H
- Hanns-Peter Popp (* 1936), deutscher Physiker, Elektrotechniker und Hochschullehrer (Universität Karlsruhe und Universität Bochum)
- Hans Popp (Chemiker) (1891–1966), deutscher Chemiker
- Hans Popp (Politiker, 1909) (1909–1978), deutscher Politiker (CSU)
- Hans Popp (Politiker, 1930) (1930–2020), Schweizer Politiker (CVP)
- Hans-Christian Popp (1928–1960), deutscher Meteorologe und Polarforscher
- Hansjürgen Popp (1933–2020), deutscher Germanist
- Harald Popp (Historiker) (1931–2017), deutscher Pädagoge und Historiker
- Harald Popp (Elektrotechniker) (* 1956), deutscher Elektrotechniker
- Harald Popp (Künstler) (* 1974), deutscher Künstler
- Heinrich Popp (* 1944), deutscher bildender Künstler und Hochschullehrer
- Heinz Popp (1952–2015), deutscher Fußballspieler
- Herbert Popp (Geograph) (* 1947), deutscher Geograph und Hochschullehrer
- Herbert Popp (Mathematiker), deutscher Mathematiker und Hochschullehrer in Mannheim
- Heribert Erwin Popp (* 1954), deutscher Informatiker und Hochschullehrer
- Hermann Popp (1871–1943), deutscher Schriftsteller
- Horst P. Popp (* 1958), deutscher Bankier

### J
- Jon Popp (1862–1953), deutscher Maler
- Josef Menz-Popp (1883–1975), italienischer Politiker (Südtirol)
- Joseph Popp (Kunsthistoriker) (1867–1932), deutscher Priester und Kunsthistoriker
- Joseph L. Popp Jr. (1950–2006), Biologe und Autor der ersten bekannten Ransomware
- Julius Popp (Politiker) (1849–1902), österreichischer Politiker (SDAP)
- Julius Popp (Künstler) (* 1973), deutscher Künstler
- Jürgen Popp (* 1966), deutscher Hochschullehrer für physikalische Chemie

### K
- Karl von Popp (General, 1825) (1825–1905), deutscher Generalmajor und Prähistoriker
- Karl von Popp (General, 1838) (1838–1900), deutscher General
- Karl Popp (Turner), deutscher Turner
- Karl Popp (Ingenieur) (1942–2005), deutscher Ingenieur und Hochschullehrer
- Karl-Heinz Popp (1934–2012), deutscher Politiker (FDP)
- Karl Robert Popp (1910–??), deutscher Schriftsteller
- Kimberly Popp (* 1986), US-amerikanische Sportwissenschaftlerin, Wasserspringerin und Beachhandballspielerin
- Kuno Popp (1893–1973), deutscher Politiker (NSDAP), MdR

### L
- Leander Popp (* 2005), deutscher Fußballspieler
- Leonidas von Popp (1831–1908), k u k Wirklicher Geheimer Rat und Offizier
- Leopold Popp (1909–1972), österreichischer Politiker (ÖVP)
- Lieselotte Plangger-Popp (1913–2002), deutsche Grafikerin
- Lothar Popp (1887–1980), deutscher Revolutionär
- Lucia Popp (1939–1993), slowakische Opernsängerin (Koloratursopranistin)
- Ludwig Popp (NSDAP), NSDAP-Kreisleiter von Obernburg/Miltenberg
- Ludwig Popp (1911–1993), deutscher Bakteriologe
- Luitpold Popp (1893–1968), deutscher Fußballspieler

### M
- Manfred Popp (* 1941), deutscher Physiker
- Marcus Popp (* 1981), deutscher Volleyball-Nationalspieler und Beachvolleyballspieler
- Marianne Popp (* 1949), österreichische Biologin, Biochemikerin und Hochschullehrerin
- Max Popp (1878–1943), deutscher Agrarwissenschaftler
- Maximilian Popp (* 1986), deutscher Journalist (Der Spiegel)
- Michael Popp (Fußballspieler, I), deutscher Fußballspieler
- Michael Popp (Musiker), deutscher Musiker und Komponist
- Michael Popp (Fußballspieler, 1990) (* 1990), österreichischer Fußballspieler
- Michael A. Popp (* 1959), deutscher Pharmazeut und Unternehmer, siehe Bionorica
- Mihai Popp (Mișu Popp; 1827–1892), siebenbürgischer Maler

### O
- Oskar Popp (1875–1945), deutscher Maler, Grafiker, Bühnenbildner und Porzellanmaler
- Otto Popp (Entomologe) (vor 1878–nach 1934), böhmisch-österreichischer Entomologe
- Otto Popp (Pädagoge), deutscher Pädagoge und Autor
- Otto Popp (Politiker) (1899–1974), deutscher Lokalpolitiker, Bürgermeister der Stadt Schwarzenbach an der Saale

### P
- Paul Popp (* 1963), österreichischer Radrennfahrer
- Peter Andreas Popp (* 1958), deutscher Oberstleutnant und Militärhistoriker
- Philipp Popp (1893–1945), Bischof der Evangelischen Kirche in Jugoslawien

### R
- Rainer Popp (* 1946), deutscher Schriftsteller, Journalist und TV-Manager
- Reinhard Popp (* 1960), österreichischer Radrennfahrer
- Reinhold Popp (* 1949), österreichischer Zukunftsforscher
- Richard Popp (* 20. Jahrhundert), deutscher Radrennfahrer
- Rudolf Popp (1892–1972), deutscher Gutsbesitzer, Stifter und Ehrenbürger von Schwäbisch Hall

### S
- Simon Popp (* 1990), deutscher Schlagzeuger und Komponist
- Silke Popp (* 1973), deutsche Schauspielerin
- Steffen Popp (* 1978), deutscher Schriftsteller
- Susanna Popp († 1683), Adressatin großer Teile der Brieflektüre Catharina Regina von Greiffenbergs
- Susanne Popp (Musikwissenschaftlerin) (* 1944), deutsche Musikwissenschaftlerin
- Susanne Popp (Geschichtsdidaktikerin) (* 1955), deutsche Historikerin und Geschichtsdidaktikerin
- Susanne Schewior-Popp (* 1955), deutsche Pflegewissenschaftlerin

### T
- Theodor Popp (1907–1991), deutscher Hörspielregisseur und Schauspieler
- Thomas Popp (Jurist) (* 1961), deutscher Verwaltungsjurist und politischer Beamter
- Thomas Popp (Fotograf) (* 1966), Schweizer Fotograf
- Thomas Popp (Theologe) (* 1966), deutscher evangelischer Theologe und Hochschullehrer

### U
- Ulrich Popp (1937–2010), deutscher Theater- und Fernsehschauspieler
- Ulrike Popp (* 1959), deutsche Soziologin und Professorin

### V
- Virgil Popp (1897–zwischen 1939 und 1945), deutscher Maler, Sohn von Jon Popp
- Volker Popp (* 1944), deutscher Islamwissenschaftler und Numismatiker

### W
- Walter Popp (Keramiker) (1913–1977), deutscher Keramiker
- Walter Popp (Erziehungswissenschaftler) (* 1927), deutscher Erziehungswissenschaftler und Schulpädagoge
- Walter Popp (* 1948), deutscher Schriftsteller und Rechtsanwalt
- Walther Popp (1882–?), deutscher Psychologe
- Werner Popp (1935–2007), deutscher Wirtschaftsstatistiker und Hochschullehrer
- Wilhelm Popp (Komponist) (1828–1903), deutscher Komponist und Flötist
- Wilhelm Popp (Schauspieler) (1863–1925), österreichischer Schauspieler und Regisseur
- William Popp (Fußballspieler) (* 1994), japanischer Fußballspieler
- William W. Popp, US-amerikanischer Diplomat
- Willian Popp (* 1994), brasilianischer Fußballspieler
- Willibald Popp (1694–1735), deutscher Reichsabt
- Willy Popp (1902–1978), deutscher Schachproblem-Komponist
- Wolfgang Popp (Germanist) (1935–2017), deutscher Germanist und Hochschullehrer
- Wolfgang Popp (Tennisspieler) (* 1959), deutscher Tennisspieler, Sportmanager und Fotokünstler
- Wolfgang Popp (Journalist) (* 1970), österreichischer Schriftsteller, Dokumentarfilmer und Kurator